# Đường sắt Bắc Kinh - Nam Ninh - Hà Nội

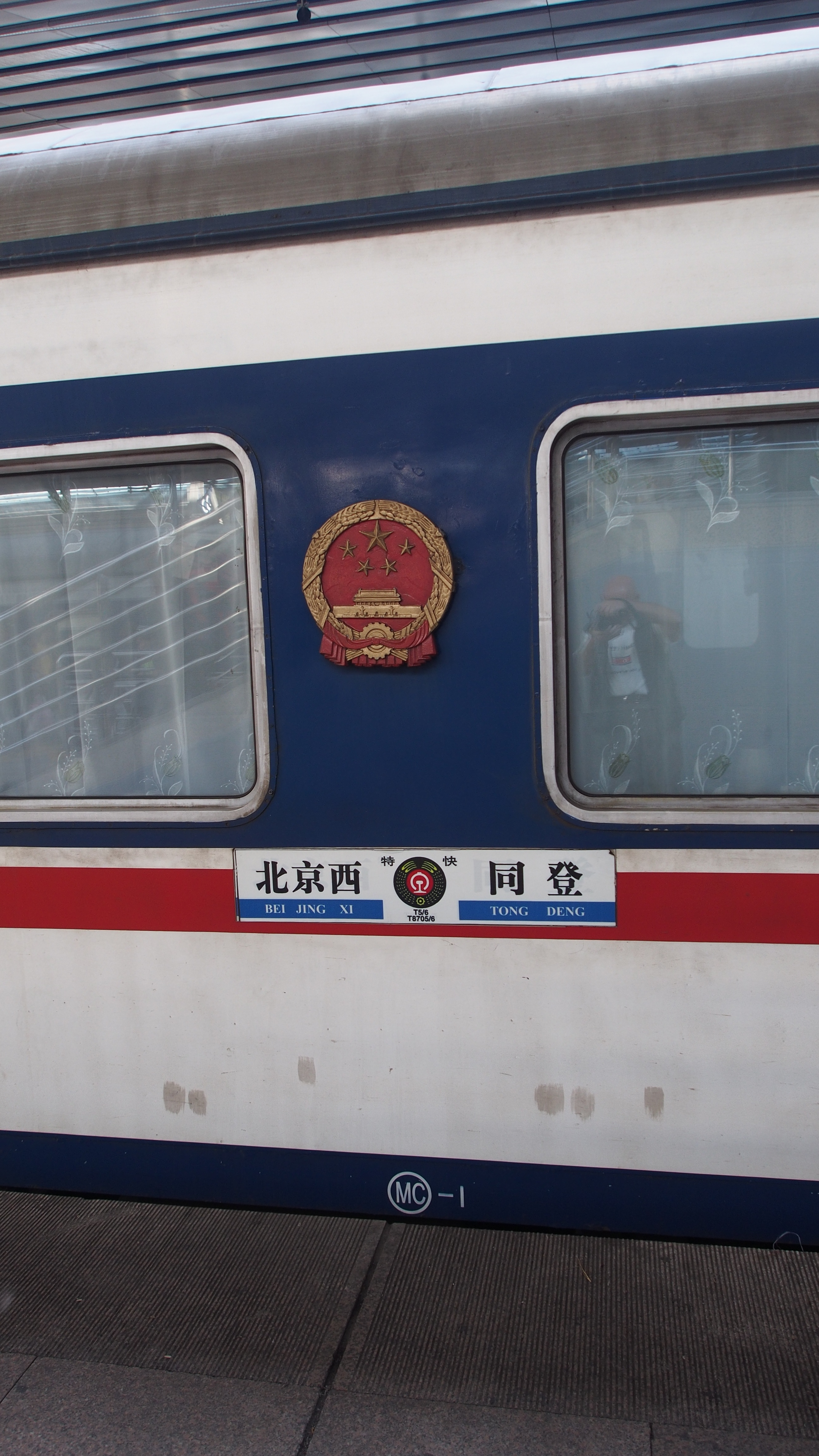
Bảng thông tin tuyến T5/6, bên trên viết "Đồng Đăng–Bắc Kinh Tây"

Đường sắt Bắc Kinh - Nam Ninh - Hà Nội (tiếng Trung: 北京-南宁-河内国际列车) là một tuyến đường sắt liên vận quốc tế giữa Ga Gia Lâm tại Hà Nội, Việt Nam với Ga Bắc Kinh Tây tại Trung Quốc với điểm trung chuyển là Ga Nam Ninh. Trên tuyến bao gồm đoạn Bắc Kinh - Nam Ninh được gọi là Tuyến Z5/6 (tiếng Trung: Z5/6次列车) và đoạn Nam Ninh - Hà Nội được gọi là Tuyến T8701/8702 (tiếng Trung: T8701/8702次列车) ở Trung Quốc hay Tuyến MR1/2  ở Việt Nam. Hiện tuyến đường sắt này được vận hành bởi Tập đoàn Đường sắt Nam Ninh thuộc Tập đoàn Đường sắt Nhà nước Trung Quốc.
Trên lãnh thổ Trung Quốc, tuyến đường sắt này chạy theo lộ trình các tuyến Đường sắt Bắc Kinh – Quảng Châu, Đường sắt Hành Dương - Liễu Châu, Đường sắt Liễu Châu - Nam Ninh, và Đường sắt Tương Quế. Sau đó, tàu chạy qua biên giới Việt Nam tại Đồng Đăng và tiếp tục chạy theo lộ trình tuyến Đường sắt Hà Nội – Đồng Đăng. Thời gian tổng cộng cho chuyến đi là 36 tiếng, sử dụng các toa tàu loại 25T.

## Đầu máy
- Ga Bắc Kinh Tây–Ga Nam Ninh: HXD3D, Depot Đầu máy Bắc Kinh, Tập đoàn Đường sắt Bắc Kinh
- Ga Nam Ninh–Ga Đồng Đăng: DF4D, Depot Đầu máy Nam Ninh, Tập đoàn Đường sắt Nam Ninh
- Ga Đồng Đăng–Ga Gia Lâm: D14E, Tổng công ty Đường sắt Việt Nam

## Lịch trình
| Tuyến Z5/T8701/MR2 (chiều đi)                                       | Tuyến Z5/T8701/MR2 (chiều đi) | Tuyến Z5/T8701/MR2 (chiều đi) | Tuyến Z5/T8701/MR2 (chiều đi) | Tuyến Z5/T8701/MR2 (chiều đi) | Điểm dừng          | Tuyến MR1/T8702/Z6 (chiều về) | Tuyến MR1/T8702/Z6 (chiều về) | Tuyến MR1/T8702/Z6 (chiều về) | Tuyến MR1/T8702/Z6 (chiều về) | Tuyến MR1/T8702/Z6 (chiều về) |
| Tuyến                                                               | Lý trình (km)                 | Ngày                          | Giờ đến                       | Giờ đi                        | Điểm dừng          | Giờ đến                       | Giờ đi                        | Ngày                          | Lý trình (km)                 | Tuyến                         |
| ------------------------------------------------------------------- | ----------------------------- | ----------------------------- | ----------------------------- | ----------------------------- | ------------------ | ----------------------------- | ----------------------------- | ----------------------------- | ----------------------------- | ----------------------------- |
| Z5                                                                  | 0                             | 1                             | —                             | 16:05                         | Ga Bắc Kinh Tây    | 09:59                         | —                             | 3                             | 2891                          | Z6                            |
| Z5                                                                  | 281                           | 1                             | 18:30                         | 18:36                         | Ga Thạch Gia Trang | 07:17                         | 07:23                         | 3                             | 2610                          | Z6                            |
| Z5                                                                  | 689                           | 1                             | 22:05                         | 22:11                         | Ga Trịnh Châu      | 03:42                         | 03:48                         | 3                             | 2202                          | Z6                            |
| Z5                                                                  | 1225                          | 2                             | 02:50                         | 02:56                         | Ga Vũ Xương        | 22:54                         | 23:00                         | 2                             | 1666                          | Z6                            |
| Z5                                                                  | 1587                          | 2                             | 06:13                         | 06:19                         | Ga Trường Sa       | 19:27                         | 19:33                         | 2                             | 1304                          | Z6                            |
| Z5                                                                  | 1773                          | 2                             | 08:16                         | 08:22                         | Ga Hành Dương      | 17:22                         | 17:28                         | 2                             | 1118                          | Z6                            |
| Z5                                                                  | 1909                          | 2                             | 09:43                         | 09:49                         | Ga Vĩnh Châu       | ↑                             | ↑                             | 2                             | —                             | Z6                            |
| Z5                                                                  | 2108                          | 2                             | 11:16                         | 11:23                         | Ga Quế Lâm Bắc     | 14:22                         | 14:36                         | 2                             | 783                           | Z6                            |
| Z5                                                                  | 2272                          | 2                             | 12:47                         | 12:53                         | Ga Liễu Châu       | 12:46                         | 12:55                         | 2                             | 619                           | Z6                            |
| Z5                                                                  | 2484                          | 2                             | 14:27                         | 14:32                         | Ga Nam Ninh Đông   | 11:03                         | 11:08                         | 2                             | 407                           | Z6                            |
| Z5/T8701                                                            | 2495                          | 2                             | 14:45                         | 18:05                         | Ga Nam Ninh        | 10:07                         | 10:50                         | 2                             | 396                           | T8702/Z6                      |
| T8701                                                               | 2550                          | 2                             | 19:05                         | 19:08                         | Ga Phù Tuy         | ↑                             | ↑                             | 2                             | —                             | T8702                         |
| T8701                                                               | 2617                          | 2                             | 20:15                         | 20:21                         | Ga Sùng Tả         | 07:56                         | 08:01                         | 2                             | 274                           | T8702                         |
| T8701                                                               | 2672                          | 2                             | 21:25                         | 21:30                         | Ga Ninh Minh       | 06:52                         | 06:55                         | 2                             | 219                           | T8702                         |
| T8701                                                               | 2715                          | 2                             | 22:18                         | 23:41                         | Ga Bằng Tường      | 04:31                         | 06:05                         | 2                             | 176                           | T8702                         |
| ↑ Trung Quốc（Múi giờ UTC+08:00） / Việt Nam（Múi giờ UTC+07:00） ↓ |                               |                               |                               |                               |                    |                               |                               |                               |                               |                               |
| T8701/MR2                                                           | 2734                          | 2                             | 23:22                         | 01:55                         | Ga Đồng Đăng       | 00:55                         | 02:50                         | 1                             | 157                           | MR1/T8702                     |
| MR2                                                                 | 2847                          | 3                             | 04:33                         | 04:36                         | Ga Bắc Giang       | 22:11                         | 22:14                         | 1                             | 44                            | MR1                           |
| MR2                                                                 | 2891                          | 3                             | 05:30                         | —                             | Ga Gia Lâm         | —                             | 21:20                         | 1                             | 0                             | MR1                           |

Ghi chú:
- ↑: Không dừng
- —: Bắt đầu/Kết thúc tuyến